# 尼基托夫卡农村居民点
尼基托夫卡农村居民点（俄语：Никитовское сельское поселение）是俄罗斯联邦别尔哥罗德州赤卫军区所属的一个农村居民点。其下辖有3个居民点，行政中心为尼基托夫卡。据2016年统计，该农村居民点的人口为3357人。